# Урсул Аркадій Дмитрович
Арка́дій Дми́трович Урсул (нар. 28 липня 1936) — фахівець з філософських проблем інформатики, кібернетики, синергетики, проблем позаземних цивілізацій, взаємозв'язку філософії й природознавства; доктор філософських наук, професор.

## Життєпис
Народився в місті Красні Окни Одеської області. Закінчив Московський авіаційний інститут (1959). У 1982—1988 роки — директор відділу філософії й права Академії наук Молдавської РСР, віце-президент АН Молдавської РСР. У 1988—1991 роки — директор Інституту соціальної інформатики. У 1991—1994 роки — директор Ноосферно-екологічного інституту Російської академії управління. У 1994—1997 роки — завідувач кафедрою соціальної екології (з 1997 до нинішнього часу — кафедра екології та управління природокористуванням) Російської академії державної служби при Президенті РФ. Від 1997 року і донині — директор Інституту сталого розвитку та безпеки, президент Міжнародної академії ноосфери (стійкого розвитку).
У 1964 році захистив кандидатську дисертацію «Проблеми освоєння космосу». У 1969 році — докторську з методологічних проблем теорії інформації.
Академік Академії наук Молдови (1984); академік Міжнародної академії астронавтики (1990, Париж); заслужений діяч науки РФ (1997). Академік РАПН, Російської екологічної академії, Міжнародної академії наук (Мюнхен), Міжнародної академії інформатизації, Міжнародної академії наук інформації, інформаційних процесів і технологій, Міжнародної академії ноосфери (стійкого розвитку), Академії соціальних наук, Академії космонавтики ім. К. Ціолковського, Петровської академії наук і мистецтв.

## Основні напрямки наукових досліджень
Філософські проблеми математики, технічних і сільськогосподарських наук, освоєння космосу, екології та глобалізаційних процесів, інтегративно-загальнонаукові тенденції та засоби пізнання, ноосферологія. У працях Урсула пропонується концепція освоєння космосу і перспектив космічної діяльності людства, формування астросоціології і астроекології. В його роботах з проблеми інформації дається розгорнутий аналіз поняття інформації, класифікація її видів, докладно досліджується соціальна і особливо наукова інформація, сформульовано інформаційний критерій розвитку і висунута гіпотеза про роль інформації у прискоренні розвитку матерії взагалі і соціального прогресу зокрема.
В останні роки особливу увагу приділяв розробці проблем інформатизації суспільства, становленню інформаційної цивілізації і нового наукового напрямку — соціальної інформатики. В роботах Урсула обґрунтовується і виділяється загальнонауковий рівень знання, пропонується концепція взаємодії природних, суспільних і технічних наук. Він запропонував оригінальну концепцію становлення ноосфери у зв'язку з інформатизацією суспільства, виходом з екологічної кризи і перспектив виживання цивілізації. Він обґрунтував положення, що перехід до сталого розвитку веде до становлення сфери розуму (ноосфери), сформулював концепцію природничої безпеки і взаємозв'язок безпеки та сталого розвитку. В останні роки розвиває концепцію ноосферно-випереджальної освіти як моделі освітньої системи XXI століття, орієнтованої на реалізацію стратегії сталого розвитку.

## Праці
- Освоєння космосу. М., 1967;
- Інформація. М., 1971;
- Проблема інформації в сучасній науці. М., 1975;
- Людство, Земля, Всесвіт. М., 1977;
- Інтегративно-загальнонаукові тенденції та філософія. М., 1981;
- Проблема позаземних цивілізацій. Кишинів, 1984 (2-е вид. — 1987);
- Еволюція, космос, людина. Кишинів, 1985;
- Космонавтика і соціальна діяльність. Кишинів, 1986;
- Інформатика, кібернетика, інтелект. Кишинів, 1988;
- Перспективи екорозвитку. М., 1990;
- Інформатизація суспільства. М., 1990;
- Шлях в ноосферу. М., 1993;
- Екологічна проблема і агро-ноосферна революція. М., 1994;
- Держава та екологія. М., 1996;
- Ноосферна стратегія переходу України до сталого розвитку. М. — Гомель, 1997;
- Перехід України до сталого розвитку. М., 1998;
- Безпека Росії. Екологічна безпека, сталий розвиток і природоохоронні проблеми. М., 1999;
- Сталий розвиток. [У співавт.]. М., 2000;
- Держава в стратегії сталого розвитку. М., 2000;
- Постіндустріальне суспільство і сталий розвиток. [У співавт.]. М., 2000;
- Безпека і сталий розвиток (філософські та концептуальні проблеми). М., 2001.